# Drosiá (Attique)
Drosiá, en grec moderne : Δροσιά, est une agglomération du dème de Diónysos en Attique de l'Est, au nord d'Athènes, en Grèce. 
Selon le recensement de 2011, sa population  s'élève à 7 186 habitants.